# Vydržení
Vydržení (latinsky usucapio) je způsob nabytí vlastnického práva, právní institut pocházející z římského práva. Konkrétně se jedná o způsob originární (tzn. vlastnické právo vzniká jako nové, neodvozené od předchozího vlastníka). K nabytí vlastnictví vydržením dochází oprávněným držením věci po zákonem stanovenou dobu. Nabyvatelem vlastnického práva je oprávněný držitel.

## Římské právo
V Římě bylo k vydržení potřeba splnit pět následujících podmínek:
1. res habilis – věc je způsobilá stát se objektem vlastnického práva, nikoli např. věci kradené nebo neobchodovatelné (res extra commercium)
2. titulus – držba vedoucí k vydržení musí vzniknout z právem uznaného důvodu
3. bona fides (dobrá víra) – držitel musí být v okamžiku nabytí držby přesvědčen, že tím nikomu nezpůsobuje újmu
4. possessio (držba) – musí se jednat o skutečnou držbu (tedy ne kupříkladu o detenci)
5. tempus – vydržení nastává po uplynutí tzv. vydržecí doby: dle zákona 12 desek jeden rok u movitých věcí, dva roky u nemovitých věcí, v justiniánském právu změněno na tři roky u movitých věcí a 10 let pro věci nemovité mezi přítomnými (bydlícími ve stejné provincii) či 20 let mezi nepřítomnými (bydlící v různých provinciích)

## České právo
Podle českého práva (§ 1089–1098 občanského zákoníku) se vlastníkem věci může stát pouze poctivý držitel, a to jestliže ji má v nepřerušené držbě po dobu tří let (movitá věc) nebo 10 let (nemovitá věc). Do této doby se přitom započítává i doba, po kterou věc držel jeho právní předchůdce. K vydržení je kromě uplynutí uvedené doby ovšem třeba prokázat právní důvod, který by jinak vedl k získání vlastnictví, ledaže uplyne doba dvojnásobná (mimořádné vydržení). Vydržet však nelze vlastnictví věcí, které nemohou být předmětem vlastnictví, nebo které mohou být pouze ve vlastnictví státu či zákonem určených právnických osob.